# Neti (mitologia)
Neti, nella mitologia sumera, babilonese e accadica, è un dio minore degli inferi, custode dell'oltretomba e servitore della dea Ereshkigal. Neti appare nel poema La discesa di Inanna, in veste di guardiano delle sette porte del regno; alla soglia di ogni porta egli impone ad Inanna di togliere un emblema della sua potenza (un gioiello, un'arma o un capo di vestiario) fino a quando la dea giunge nuda e indifesa davanti alla sorella Ereshkigal, dea della morte, e agli Annunaki, i giudici degli inferi.